# Фёдоров, Владимир Матвеевич
Владимир Матвеевич Фёдоров (22 июля 1920, Калязин — 6 мая 2007, Новосибирск) — советский и российский театральный актёр и режиссёр. Народный артист Российской Федерации (2000).

## Биография
Родился в Калязине Тверской области. С ранних лет увлекался театром. В школьные годы был руководителем двух драматических кружков. 
В 1938 году успешно зачислен на обучение в Театральное училище имени Бориса Щукина при Театре имени Евгения Вахтангова. С этого же года стал актёром второго плана вахтанговской труппы. 
В 1942 году завершил обучение в училище по специальности «артист драмы» и был переведён в основную труппу театра. 
В марте 1943 года был призван в ряды Красной армию, направлен на фронт. 
После окончания Великой Отечественной войны актёр вернулся в Ярославль в дом родителей и стал работать по профессии.
Владимир Фёдоров играл во многих театрах Советского Союза, работал на сценах Львова, Ярославля, Вологды, Мукачево, Даугавпилса, Гродно, Махачкалы, Магнитогорска, Серова, Красноярска, Томска, Абакана, Ачинска ив других театрах. В ряде театров также занимался режиссёрской деятельностью. В Абаканском и Новосибирском областных драматических театрах занимал должность главного режиссёра.
С 1979 года Фёдоров начал службу в труппе Новосибирского Театра юного зрителя, ныне НАМТ «Глобус».
В 1994 году удостоен почётного звания «Заслуженный артист России». В 2000 году получил звание «Народный артист России».
Автор нескольких пьес, две из которых — «Последнее свидание» (биографическая пьеса о судьбе русского писателя И. Тургенева) и «Василий Тёркин» (по поэме А. Твардовского) — в постановке Владимира Фёдорова входили в репертуар театра «Глобус».
Умер 6 мая 2007 года в Новосибирске.

## Роли в театре
- Кошон, Ла Тремуй («Жаворонок» Ж. Ануя);
- Тимофеев («Соловьиная ночь» В. Ежова);
- Элизбар («Свободная тема» А. Чхаидзе);
- Гусаров («Акселераты» С. Ласкина);
- Лев Иванович («Не помню!» К. Икрамова);
- Степан Иванович Коробкин («Ревизор» Н. Гоголя);
- Старик, Васин («Русские люди» К. Симонова);
- Пров Нилыч («Без страха и упрёка» Г. Мамлина);
- Тургенев («Последнее свидание» В. Фёдорова);
- Отшельник («Тристан и Изольда» А. Бруштейн);
- Панталоне («Счастливые нищие» К. Гоцци);
- Ветеран войны («Василий Тёркин» А. Твардовского);
- Бенволио («Убийстве Гонзаго» Н. Йорданова);
- Сорин («Чайка» А. Чехова);
- Панталон («Счастливые нищие» К. Гоцци);
- Рассказчик («Антигон» Ж. Ануя).

## Фильмография
- 1991 — «Убийство Гонзаго (фильм-спектакль)» (Бенволио);
- 1992 — «Безумный рейс» (ворчливый старичок);

## Звания и награды
- Народный артист Российской Федерации (2000);
- заслуженный артист Российской Федерации (1994);
- Орден Отечественной войны II степени;
- Медаль «За оборону Москвы»;
- Медаль За взятие Вены;
- Медаль За победу над Германией в Великой Отечественной войне 1941—1945 гг.